# 81型フリゲート
| 81型フリゲート | 81型フリゲート                                      | 81型フリゲート       |
| -------------- | --------------------------------------------------- | -------------------- |
|                |                                                     |                      |
| 艦級概観       |                                                     |                      |
| 艦種           | フリゲート                                          | フリゲート           |
| 艦名           | イギリス連邦の部族名                                | イギリス連邦の部族名 |
| 前級           | 41型                                                | 41型                 |
| 前級           | 61型                                                |                      |
| 次級           | リアンダー級                                        | リアンダー級         |
| 性能諸元       |                                                     |                      |
| 排水量         | 基準: 2,300 t                                       | 基準: 2,300 t        |
| 排水量         | 満載: 2,700 t                                       |                      |
| 全長           | 109.73 m                                            | 109.73 m             |
| 全幅           | 12.95 m                                             | 12.95 m              |
| 吃水           | 3.80 m                                              | 3.80 m               |
| 機関           | COSAG方式                                           | COSAG方式            |
| 機関           | B&W式ボイラー (圧力38.7kgf/cm², 温度450℃)           | 1缶                  |
| 機関           | メトロヴィック蒸気タービン (15,000 shp)             | 1基                  |
| 機関           | メトロヴィックG6ガスタービン (7,500 shp)            | 1基                  |
| 機関           | スクリュープロペラ                                  | 1軸                  |
| 速力           | 24ノット                                            | 24ノット             |
| 乗員           | 士官19名＋曹士231名                                 | 士官19名＋曹士231名  |
| 兵装           | 45口径114mm単装砲                                   | 2基                  |
| 兵装           | 70口径20mm単装機銃                                  | 2基                  |
| 兵装           | 56口径40mm単装機銃                                  | 2基                  |
| 兵装           | GWS-21短SAM 4連装発射機 ※F117,122,124のみ、後日装備 | 2基                  |
| 兵装           | リンボー対潜迫撃砲                                  | 1基                  |
| 艦載機         | ワスプ対潜ヘリコプター                              | 1機                  |
| レーダー       | 965型 早期警戒用                                    | 1基                  |
| レーダー       | 993型 目標捕捉用                                    | 1基                  |
| レーダー       | 974 / 978型 航法用                                  | 1基                  |
| レーダー       | 903型 砲射撃指揮用                                  | 1基                  |
| レーダー       | 262型 機銃・短SAM射撃指揮用                         | 2基                  |
| ソナー         | 177型 捜索用                                        | 1基                  |
| ソナー         | 162型 海底探査用                                    | 1基                  |
| ソナー         | 170型 攻撃用                                        | 1基                  |
| ソナー         | 199型 可変深度式 ※F117,122のみ                      | 1基                  |
| 電子戦         | 電波探知機                                          | 電波探知機           |
| 電子戦         | コーバス・デコイ発射機                              | 2基                  |

81型フリゲート（英語: Type 81 frigate）は、イギリス海軍が運用していたフリゲートの艦級。艦名はイギリス連邦を中心とする部族の名前に由来することから、トライバル級（英: Tribal class）とも称される。

## 来歴
1950年代初頭、イギリス海軍は、共通の船体・主機関にもとづく船団護衛艦として、対潜艦としての11型、防空艦としての41型、レーダーピケット艦としての61型を整備する計画としていた。しかし、まず11型の計画が艦隊護衛艦としての12型に統合されて消滅した。また、このように目的別に別々の艦級を整備する方式では、全体としてのコストが上昇するという問題が指摘されるようになっていた。このことから、これらを統合する汎用フリゲート（General-Purpose frigate）として開発されたのが本級である。
ネームシップは1956年2月に発注されたが、実際には設計作業が完了したのは1957年2月であった。なお当初は、前任の単能艦との差別化のためにスループとも称されていた。

## 設計
船体設計としては、前任の41型・61型と同様の中央船楼型が採用された。ただしマストは、41型・61型では前・後檣の2本とされていたのに対し、本級では船楼後端に設けられた1本に統合されている。
主機関としては、41型・61型ではマルチプル・ディーゼル方式が採用されていたのに対し、本級では、並行して計画されていたカウンティ級駆逐艦と同系列のCOSAG機関が搭載された。これは、巡航機としては蒸気タービン主機関を使用し、高速航行時には加速機としてガスタービンエンジンを併用する方式である。ただし、カウンティ級では2セットの主機関で2軸の推進器を駆動していたのに対し、本級では1セットの主機関で1軸推進方式としている。本級のほうがやや先行したことから、いわばプロトタイプとしての役割もあった。

## 装備
レーダーとしては、対空捜索用としてはPバンド (UHF)の965型レーダーが、これを補完する低空警戒・対水上捜索用としてはSバンドの993型レーダーが搭載された。965型レーダーでは、マットレス型・1段式のAKE(1)型アンテナを採用した。これらはいずれもマスト上に設置されていた。
ソナーとしては、中距離捜索用に177型、海底探査用に162型、対潜迫撃砲の射撃指揮用に170型が搭載された。177型は、イギリス初のスキャニング・ソナーであり、おおむねアメリカのAN/SQS-4シリーズに匹敵する。使用周波数は7.5キロヘルツ級である。また1960年代末には、「アシャンティ」および「グルカ」に対して、カナダ製のSQS-505を輸入した199型可変深度ソナーを後日装備している。
コスト低減のため、艦砲は退役するC級駆逐艦から流用した45口径114mm単装砲（4.5インチ砲Mk.5）とされている。ただし砲射撃指揮装置（GFCS）としては、戦後世代のMRS-3（903型レーダー搭載）が搭載された。また近接防空火器として、新型のシーキャットGWS-21個艦防空ミサイルの装備が計画されたものの、開発遅延のため、「ズールー」以外の艦では、当初は60口径40mm単装機銃が搭載されていた。
一方、対潜兵器としてはリンボー対潜迫撃砲を1基搭載するのみであり、対潜火力は多くを艦載機である中距離魚雷投射ヘリコプターに依存していた。艦隊におけるヘリコプターの艦載化はフリゲート級艦艇としては初の例であり、2番砲の直前にハンガーを設置して、その上面をヘリコプター甲板とした。ここに収容されるヘリコプターとしては、当初はセンサとしてレーダーしかもたないウェストランド ワスプが用いられていたが、後にディッピングソナーを備えたウェストランド リンクスによって更新された。

## 配備
本級は低速であったため、艦隊護衛艦としては不適であった一方、低強度紛争や戦争以外の軍事作戦においては高く評価された。しかし新型艦の就役に伴って、1980年12月までに順次に現役を退き、1981年度防衛白書において廃棄が決定された。1982年のフォークランド紛争を受けて一回は再検討されたものの、1988年までに全艦が処分された。また、うち3隻がインドネシア海軍に売却されて運用されていたが、これらも2000年代までには退役した。
| イギリス海軍 | イギリス海軍             | イギリス海軍 | イギリス海軍 | イギリス海軍                       | インドネシア海軍                   | インドネシア海軍                                                  | インドネシア海軍                   |
| #            | 艦名                     | 起工         | 就役         | その後                             | #                                  | 艦名                                                              | 再就役                             |
| ------------ | ------------------------ | ------------ | ------------ | ---------------------------------- | ---------------------------------- | ----------------------------------------------------------------- | ---------------------------------- |
| F 117        | アシャンティ HMS Ashanti | 1958年1月    | 1961年11月   | 1988年、実艦標的として海没処分     | 1988年、実艦標的として海没処分     | 1988年、実艦標的として海没処分                                    | 1988年、実艦標的として海没処分     |
| F 131        | ヌビアン HMS Nubian      | 1959年9月    | 1962年11月   | 1987年、実艦標的として海没処分     | 1987年、実艦標的として海没処分     | 1987年、実艦標的として海没処分                                    | 1987年、実艦標的として海没処分     |
| F 122        | グルカ HMS Gurkha        | 1958年11月   | 1963年2月    | 1984年、インドネシアに売却         | 332                                | ウィルヘルムス・ザカリア・ヨハネス KRI Wilhelmus Zakaria Johannes | 1985年10月                         |
| F 119        | エスキモー HMS Eskimo    | 1958年10月   | 1963年2月    | 1986年、実艦標的として海没処分     | 1986年、実艦標的として海没処分     | 1986年、実艦標的として海没処分                                    | 1986年、実艦標的として海没処分     |
| F 133        | ターター HMS Tartar      | 1959年10月   | 1962年2月    | 1984年、インドネシアに売却         | 333                                | ハサヌディン KRI Hasanuddin                                       | 1986年4月                          |
| F 125        | モホーク HMS Mohawk      | 1960年12月   | 1963年11月   | 1980年に退役、スクラップとして売却 | 1980年に退役、スクラップとして売却 | 1980年に退役、スクラップとして売却                                | 1980年に退役、スクラップとして売却 |
| F 124        | ズールー HMS Zulu        | 1960年12月   | 1964年4月    | 1984年、インドネシアに売却         | 331                                | マーサ・クリスティナ・ティヤハフ KRI Martha Kristina Tiyahahu     | 1985年5月                          |